# Antoine Cresp
Antoine Cresp, né le 19 octobre 1731 à Saint-Cézaire-sur-Siagne et mort le 12 avril 1782 à la bataille des Saintes, est  un capitaine de vaisseau qui s'est illustré lors de la guerre d'indépendance des États-Unis.

## Biographie
Antoine Cresp est né dans la commune de Saint-Cézaire-sur-Siagne. Il est le fils de François Cresp de Saint-Cézaire et de Suzanne Rosseline de Grasse.  Il est le neveu de François Joseph Paul de Grasse, dit Amiral de Grasse,.
Il devient capitaine de vaisseau.
Il est fait chevalier de l'Ordre de saint-louis.
Il se distingue lors de la guerre d'indépendance des États-Unis comme capitaine de pavillon sur le navire amiral Ville de Paris,. Il participe du 29 au 30 avril 1781 à la bataille de Fort-Royal, puis le 5 septembre 1781 à la bataille de la baie de Chesapeake,.
Il prend ensuite en 1782 le commandement du Northumberland,. Il participe du 25 au 26 janvier 1782 à la bataille de Saint-Christophe, puis le 9 avril 1782 à l'Action de la Dominique. Enfin il participe à la bataille des Saintes où il est mortellement blessé le 12 avril 1782,.

## Hommages
Une plaque commémorative a été apposée le 3 juillet 1976 en présence de l'amiral Frederick C. Turner (en) commandant la Sixième flotte des États-Unis, le contre-amiral Robin commandant l'escadre de la Méditerranée et Marcel Andreis, maire de Saint-Cézaire-sur-Siagne.
Une plaque commémorative serait apposée, selon Nice-Matin, le 4 juillet 2023, date de la fête de l'Indépendance des États-Unis, sur la façade de sa demeure, ancien château et actuel siège de la mairie de Saint-Cézaire-sur-Siagne.